# Liste des titres musicaux numéro un aux États-Unis en 1979
Voici la liste les titres musicaux ayant eu le plus de succès au cours de l'année 1979 aux États-Unis d'après le magazine Billboard.

## Historique
| Date          | Artiste(s)                       | Titre                            | Référence |
| ------------- | -------------------------------- | -------------------------------- | --------- |
| 6 janvier     | Bee Gees                         | Too Much Heaven                  |           |
| 13 janvier    | Bee Gees                         | Too Much Heaven                  |           |
| 20 janvier    | Chic                             | Le Freak                         |           |
| 27 janvier    | Chic                             | Le Freak                         |           |
| 3 février     | Chic                             | Le Freak                         |           |
| 10 février    | Rod Stewart                      | Da Ya Think I'm Sexy?            |           |
| 17 février    | Rod Stewart                      | Da Ya Think I'm Sexy?            |           |
| 24 février    | Rod Stewart                      | Da Ya Think I'm Sexy?            |           |
| 3 mars        | Rod Stewart                      | Da Ya Think I'm Sexy?            |           |
| 10 mars       | Gloria Gaynor                    | I Will Survive                   |           |
| 17 mars       | Gloria Gaynor                    | I Will Survive                   |           |
| 24 mars       | Bee Gees                         | Tragedy                          |           |
| 31 mars       | Bee Gees                         | Tragedy                          |           |
| 7 avril       | Gloria Gaynor                    | I Will Survive                   |           |
| 14 avril      | The Doobie Brothers              | What a Fool Believes             |           |
| 21 avril      | Amii Stewart                     | Knock on Wood                    |           |
| 28 avril      | Blondie                          | Heart of Glass                   |           |
| 5 mai         | Peaches & Herb                   | Reunited                         |           |
| 12 mai        | Peaches & Herb                   | Reunited                         |           |
| 19 mai        | Peaches & Herb                   | Reunited                         |           |
| 26 mai        | Peaches & Herb                   | Reunited                         |           |
| 2 juin        | Donna Summer                     | Hot Stuff                        |           |
| 9 juin        | Bee Gees                         | Love You Inside Out              |           |
| 16 juin       | Donna Summer                     | Hot Stuff                        |           |
| 23 juin       | Donna Summer                     | Hot Stuff                        |           |
| 30 juin       | Anita Ward                       | Ring My Bell                     |           |
| 7 juillet     | Anita Ward                       | Ring My Bell                     |           |
| 14 juillet    | Donna Summer                     | Bad Girls                        |           |
| 21 juillet    | Donna Summer                     | Bad Girls                        |           |
| 28 juillet    | Donna Summer                     | Bad Girls                        |           |
| 4 août        | Donna Summer                     | Bad Girls                        |           |
| 11 août       | Donna Summer                     | Bad Girls                        |           |
| 18 août       | Chic                             | Good Times                       |           |
| 25 août       | The Knack                        | My Sharona                       |           |
| 1er septembre | The Knack                        | My Sharona                       |           |
| 8 septembre   | The Knack                        | My Sharona                       |           |
| 15 septembre  | The Knack                        | My Sharona                       |           |
| 22 septembre  | The Knack                        | My Sharona                       |           |
| 29 septembre  | The Knack                        | My Sharona                       |           |
| 6 octobre     | Robert John                      | Sad Eyes                         |           |
| 13 octobre    | Michael Jackson                  | Don't Stop 'Til You Get Enough   |           |
| 20 octobre    | Herb Alpert                      | Rise                             |           |
| 27 octobre    | Herb Alpert                      | Rise                             |           |
| 3 novembre    | M                                | Pop Muzik                        |           |
| 10 novembre   | Eagles                           | Heartache Tonight                |           |
| 17 novembre   | Commodores                       | Still                            |           |
| 24 novembre   | Barbra Streisand et Donna Summer | No More Tears (Enough Is Enough) |           |
| 1er décembre  | Barbra Streisand et Donna Summer | No More Tears (Enough Is Enough) |           |
| 8 décembre    | Styx                             | Babe                             |           |
| 15 décembre   | Styx                             | Babe                             |           |
| 22 décembre   | Rupert Holmes                    | Escape (The Pina Colada Song)    |           |
| 29 décembre   | Rupert Holmes                    | Escape (The Pina Colada Song)    |           |